# 比尔·胡特贝尔格
比尔·胡特贝尔格（丹麥語：Peer Hultberg，1935年11月8日—2007年12月20日），丹麦作家、精神分析学家。

## 生平
1935年11月8日，比尔·胡特贝尔格出生于哥本哈根西北郊的村庄凡各达。他的童年和少年时期住在霍尔森斯和维堡。1953年考入哥本哈根大学，主修法语、音乐学和斯拉夫语。他在马其顿斯科普里和波兰华沙住了几年后，于1959年移居伦敦。移居伦敦后，他继续在伦敦大学学习斯拉夫语，1963年获得学位证书。
胡特贝尔格在伦敦大学文学院担任了几年波兰语言文学讲师。他的毕业论文是关于波兰作家沃克劳·贝伦特的。取得博士学位后，他回到哥本哈根大学研究相同课题。1973年，他进入苏黎世的卡尔·荣格学院开始学习精神分析学，1978年毕业。
之后，他移居汉堡并在那里当了几年精神分析学家。
他的写作生涯开始于1968年，当时他发表了两篇小说。但是他成名的是出版于1985年的长篇小说《安魂曲》，这部小说长达611页，共537章。1993年，他凭借长篇小说《城市与世界》获北欧理事会文学奖。2004年获得丹麦学院奖。
2007年12月20日病逝，葬于维堡公墓。

## 作品列表
- 《神话景象与达芙妮的转身》Mytologisk landskab med Daphnes forvandling (小说, 1968)
- 《戴斯蒙德》Desmond! (小说, 1968)
- 《安魂曲》Requiem (小说, 1985)
- 《暴力之路》Slagne veje (小说, 1988)
- 《前奏曲》Præludier (小说, 1989)
- 《城市与世界》Byen og verden (小说, 1992)
- 《年表》Kronologi (小说, 1995)
- 《脆弱》De skrøbelige (戏剧, 1998)
- 《费德尔》Fædra (戏剧, 2000)
- 《巧妙》Kunstgreb (戏剧, 2000)
- 《我的世界》Min verden - bogstavligt talt (传记, 2005)
- 《愤怒之夜》Vredens nat (小说, 2008)